# Jason Sudeikis
Daniel Jason Sudeikis (Fairfax, Virginia, 1975. szeptember 18. –) kétszeres Golden Globe-díjas és négyszeres Emmy-díjas amerikai színész, komikus, forgatókönyvíró és producer.
2020–2023 között a Ted Lasso című vígjátéksorozat társalkotója és címszereplője volt. A sorozattal négy Primetime Emmy- és két Golden Globe-díjat nyert. Fontosabb szereplései voltak A stúdió (2007–2010), a Felhőtlen Philadelphia (2010–2011) és Az utolsó ember a Földön (2015–2018) című műsorokban is.
Filmjei közé tartozik az Elhajlási engedély (2011), a Förtelmes főnökök (2011), A zöld urai (2013) és a Családi üzelmek (2013).

## Fiatalkora
Daniel Jason Sudeikis néven született a virginiai Fairfaxban, Dan és Kathryn Sudeikis (szül. Wendt), a Brennco utazási irodájának és az Amerikai Utazási Iroda Társaság elnökeinek fiaként. Apja ír és litván, míg édesanyja német és ír származású. Anyai nagybátyja George Wendt színész, aki Norm Petersont játszotta a Cheers című filmben, anyai dédapja pedig Tom Howard fotográfus volt.
Sudeikis anozmiával született, ami miatt nem érzett szagokat.
Két nővére van, Lindsay és Kristen. Gyerekként Sudeikis családjával a Kansas állambeli Overland Parkba költözött, amelyet szülővárosaként jellemzett. A Shawnee Mission West középiskolában végzett, és a Fort Scott Közösségi Főiskolára járt kosárlabda ösztöndíjjal, de tanulmányait végzés előtt megszakította.

## Magánélete
2004 júniusában, öt együtt töltött év után feleségül vette Kay Cannon amerikai forgatókönyvírót. 2008-ban külön költöztek, és 2010 februárjában elváltak.
2011-ben Sudeikis elkezdett randevúzni Olivia Wilde amerikai színésznővel. 2013 januárjában eljegyezték egymást. Van egy fiuk, Otis, aki 2014 áprilisában született, és egy 2016 októberében született Daisy nevű kislányuk. 2020 novemberében bejelentették, hogy év elején különváltak.
Kosárlabda csapatokban játszott a 2011-es és 2016-os NBA All-Star Celebrity Game versenyen. Őt és más Kansas City hírességeket 10 éve látják vendégül a Big Slicket-ben. Az esemény pénz gyűjt a Children's Mercy Kórház rákközpontjának. Eddig az esemény több mint 6 millió dollárt gyűjtött össze az ügy érdekében.

## Filmográfia

### Film
| Év   | Cím                          | Eredeti cím                | Szerep                     | Magyar hang    | Rendező                 |
| ---- | ---------------------------- | -------------------------- | -------------------------- | -------------- | ----------------------- |
| 2007 | A tíz                        | The Ten                    | Tony Contiella             |                | David Wain              |
| 2007 |                              | Watching the Detectives    | Jonathan                   |                | Paul Soter              |
| 2007 | Ne hagyd magad, Bill!        | Bill                       | Jim Whittman               | Fekete Zoltán  | Bernie Goldmann         |
| 2007 | Ne hagyd magad, Bill!        | Bill                       | Jim Whittman               | Fekete Zoltán  | Melisa Wallack          |
| 2008 | A meztelen dobos             | The Rocker                 | David Marshall             | Turi Bálint    | Peter Cattaneo          |
| 2008 | Fél-profi                    | Semi-Pro                   | Nacho szurkoló             |                | Kent Alterman           |
| 2008 | Míg a jackpot el nem választ | What Happens in Vegas      | Manson                     | Bordás János   | Tom Vaughan             |
| 2010 | Exférj újratöltve            | The Bounty Hunter          | Stewart                    | Kardos Róbert  | Andy Tennant            |
| 2010 | Hétmérföldes szerelem        | Going the Distance         | Box Saunders               | Anger Zsolt    | Nanette Burstein        |
| 2011 | Elhajlási engedély           | Hall Pass                  | Fred                       | Anger Zsolt    | Bobby és Peter Farrelly |
| 2011 | Egy régi jó tivornya         | A Good Old Fashioned Orgy  | Eric Keppler               | Schmied Zoltán | Peter Huyck             |
| 2011 | Egy régi jó tivornya         | A Good Old Fashioned Orgy  | Eric Keppler               | Schmied Zoltán | Alex Gregory            |
| 2011 | Förtelmes főnökök            | Horrible Bosses            | Kurt Buckman               | Anger Zsolt    | Seth Gordon             |
| 2012 | Képtelen kampány             | The Campaign               | Mitch Wilson               | Fekete Ernő    | Jay Roach               |
| 2013 | Movie 43: Botrányfilm        | Movie 43                   | ál-Batman                  | Háda János     | Steve Carr              |
| 2013 | Ivócimborák                  | Drinking Buddies           | Gene Dentler               | Czvetkó Sándor | Joe Swanberg            |
| 2013 | A zöld urai                  | Epic                       | Bomba professzor (hangja)  | Dévai Balázs   | Chris Wedge             |
| 2013 | Családi üzelmek              | We're the Millers          | David Clark / David Miller | Anger Zsolt    | Rawson Marshall Thurber |
| 2014 | Förtelmes főnökök 2.         | Horrible Bosses 2          | Kurt Buckman               | Anger Zsolt    | Sean Anders             |
| 2015 | A (sz)ex az oka mindennek    | Sleeping with Other People | Jake                       | Anger Zsolt    | Leslye Headland         |
| 2015 |                              | Tumbledown                 | Andrew McDonnell           |                | Sean Mewshaw            |
| 2016 | Race: A legendák ideje       | Race                       | Larry Snyder               | Bozsó Péter    | Stephen Hopkins         |
| 2016 | Anyák napja                  | Mother's Day               | Bradley Barton             | Schmied Zoltán | Garry Marshall          |
| 2016 | Angry Birds – A film         | The Angry Birds Movie      | Piros (hangja)             | Nagy Ervin     | Clay Kaytis             |
| 2016 | Angry Birds – A film         | The Angry Birds Movie      | Piros (hangja)             | Nagy Ervin     | Fergal Reilly           |
| 2016 | Lángelmék                    | Masterminds                | Mike Aaron McKinney        | Fekete Ernő    | Jared Hess              |
| 2016 | A szeretet könyve            | The Book of Love           | Henry Herschel             | Simon Kornél   | Bill Purple             |
| 2016 | A kolosszus                  | Colossal                   | Oscar                      | Simon Kornél   | Nacho Vigalondo         |
| 2017 | Megcsalási engedély          | Permission                 | Glenn                      | Kőszegi Ákos   | Brian Crano             |
| 2017 | Kicsinyítés                  | Downsizing                 | Dave Johnson               | Széles Tamás   | Alexander Payne         |
| 2017 |                              | Kodachrome                 | Matt Ryder                 |                | Mark Raso               |
| 2018 |                              | Driven                     | Jim Hoffman                |                | Nick Hamm               |
| 2018 | Az új generáció              | Next Gen                   | Justin Pin / Ares (hangja) | Varga Gábor    | Kevin R. Adams          |
| 2018 | Az új generáció              | Next Gen                   | Justin Pin / Ares (hangja) | Varga Gábor    | Joe Ksander             |
| 2019 | Éretlenségi                  | Booksmart                  | Jordan Brown igazgató      | Dózsa Zoltán   | Olivia Wilde            |
| 2019 | Angry Birds 2. – A film      | The Angry Birds Movie 2    | Piros (hangja)             | Nagy Ervin     | Thurop Van Orman        |
| 2021 |                              | South of Heaven            | Jimmy Ray                  |                | Aharon Keshales         |
| 2023 | Bolondok paradicsoma         | Fool's Paradise            | Lex Tanner                 | Anger Zsolt    | Charlie Day             |
| 2024 | Elefántos kaland             | Hitpig!                    | Hitpig (hangja)            | Welker Gábor   | David Feiss             |
| 2024 | Elefántos kaland             | Hitpig!                    | Hitpig (hangja)            | Welker Gábor   | Cinzia Angelini         |

### Televízió

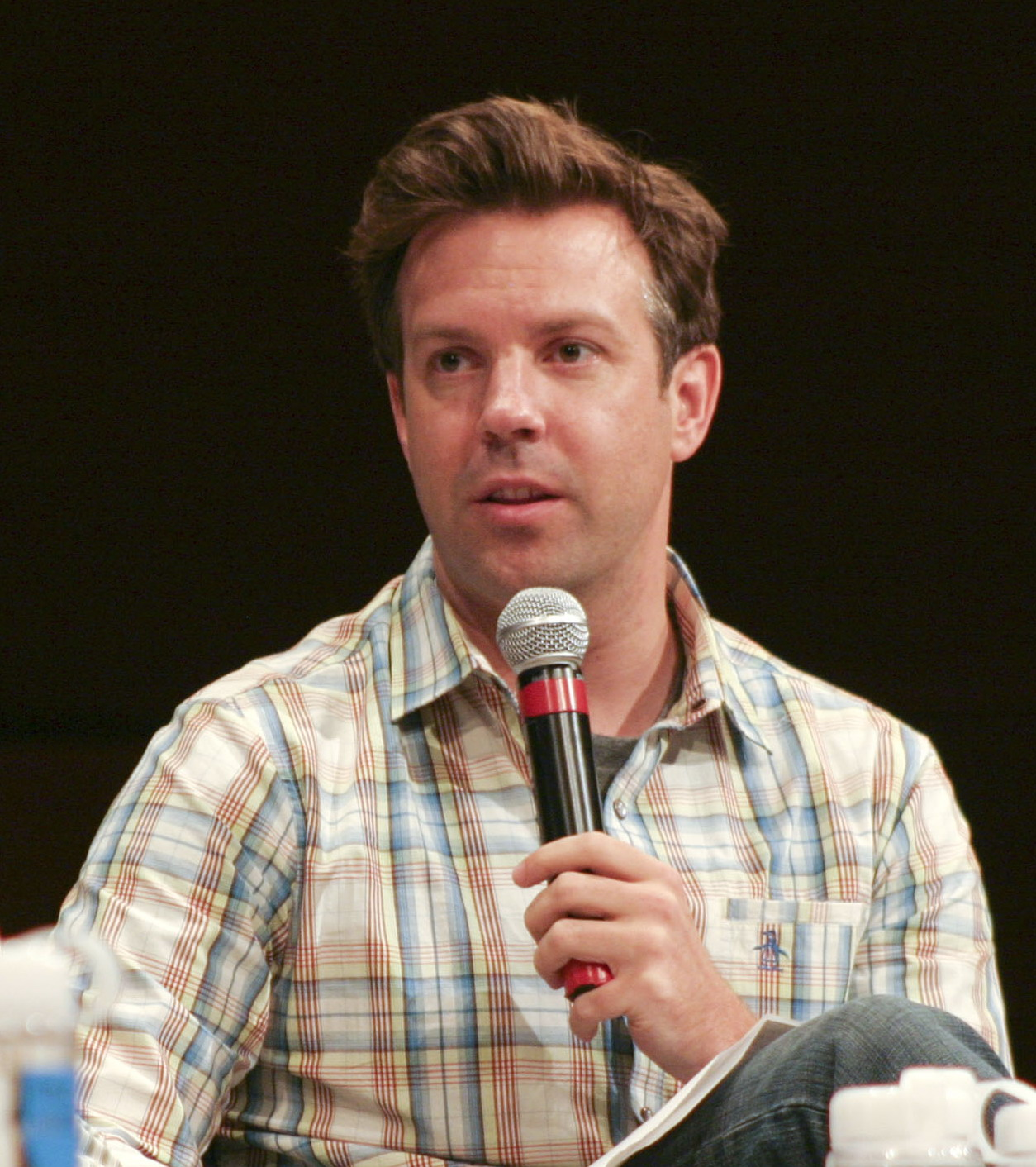
2009. október 17-én a New York-i Televíziós Fesztiválon

| Év        | Magyar cím                  | Eredeti cím                                 | Szerep                               | Megjegyzések                                  |
| --------- | --------------------------- | ------------------------------------------- | ------------------------------------ | --------------------------------------------- |
| 1997      |                             | Alien Avengers II                           | Chester                              | tévéfilm                                      |
| 2003–2013 | Saturday Night Live         | Saturday Night Live                         | több szerep                          | 174 epizód forgatókönyvíró                    |
| 2007      |                             | Wainy Days                                  | Handsome David                       | 1 epizód                                      |
| 2007–2010 | A stúdió                    | 30 Rock                                     | Floyd DeBarber                       | 12 epizód                                     |
| 2008      |                             | Childrens Hospital                          | Dr. Robert "Bobby" Fiscus            | 2 epizód                                      |
| 2008–2012 |                             | Saturday Night Live Weekend Update Thursday | több szerep                          | 6 epizód                                      |
| 2009–2013 | A Cleveland-show            | The Cleveland Show                          | Holt Ritcher / Terry Kimple (hangja) | főszereplő                                    |
| 2010–2011 | Felhőtlen Philadelphia      | It's Always Sunny in Philadelphia           | Peter "Schmitty" Schmidt             | 2 epizód                                      |
| 2011      | 2011-es MTV Movie Awards    | 2011 MTV Movie Awards                       | önmaga (házigazda)                   | különkiadás                                   |
| 2011–2014 |                             | Portlandia                                  | Aliki / Kim                          | 2 epizód                                      |
| 2012–2013 | Egyszer fent,...inkább lent | Eastbound & Down                            | Shane Gerald / Cole Gerald           | 6 epizód                                      |
| 2013      | Robotcsirke                 | Robot Chicken                               | Badtz-Maru / Farmer Smurf (hangja)   | 1 epizód                                      |
| 2014      |                             | Garfunkel and Oates                         | nem szerepel                         | forgatókönyvíró (1 epizód)                    |
| 2015–2018 | Az utolsó ember a Földön    | The Last Man on Earth                       | Mike Miller                          | visszatérő szereplő                           |
| 2016      |                             | Great Minds with Dan Harmon                 | Thomas Edison                        | 1 epizód                                      |
| 2016–2017 | Atyám, Zorn!                | Son of Zorn                                 | Zorn (hangja)                        | főszereplő                                    |
| 2017–2018 |                             | Detroiters                                  | Carter Grant                         | 2 epizód (vezető producer)                    |
| 2018      |                             | Sideswiped                                  | Dr. David Bennett                    | 1 epizód                                      |
| 2019      |                             | Double Dare                                 | önmaga                               | 2 epizód                                      |
| 2019      | SpongyaBob Kockanadrág      | Spongebob Squarepants                       | önmaga                               | 1 epizód                                      |
| 2019      |                             | Ask the StoryBots                           | Roger                                | 1 epizód                                      |
| 2019      | A Mandalóri                 | The Mandalorian                             | felderítő                            | 1 epizód                                      |
| 2020      |                             | Tournament of Laughs                        | önmaga                               | házigazda                                     |
| 2020      |                             | At Home with Amy Sedaris                    | önmaga                               | 1 epizód                                      |
| 2020      | Scooby-Doo és (sz)társai    | Scooby-Doo and Guess Who?                   | önmaga (hangja)                      | 1 epizód                                      |
| 2020–2023 | Ted Lasso                   | Ted Lasso                                   | Ted Lasso                            | főszereplő társalkotó, író és vezető producer |
| 2021      |                             | Hit Monkey                                  | Bryce (hangja)                       | főszereplő                                    |
| 2021      | Saturday Night Live         | Saturday Night Live                         | önmaga (házigazda)                   | 1 epizód (Jason Sudeikis/Brandi Carlile)      |

### Videójátékok
| Év   | Cím                 | Szerep          |
| ---- | ------------------- | --------------- |
| 2008 | Grand Theft Auto IV | Richard Bastion |

### Videóklipek
| Év   | Előadó         | Cím                 | Forr.  |
| ---- | -------------- | ------------------- | ------ |
| 2013 | Mumford & Sons | "Hopeless Wanderer" | [ 27 ] |
| 2021 | Foo Fighters   | "Love Dies Young"   |        |

## Színházi szerepek
| Év   | Cím                | Szerep       | Helyszín              |
| ---- | ------------------ | ------------ | --------------------- |
| 2016 | Dead Poets Society | John Keating | Classic Stage Company |

## Fordítás
- Ez a szócikk részben vagy egészben  a   Jason Sudeikis című angol Wikipédia-szócikk fordításán alapul.  Az eredeti cikk szerkesztőit annak laptörténete sorolja fel. Ez a jelzés csupán a megfogalmazás eredetét és a szerzői jogokat jelzi, nem szolgál a cikkben szereplő információk forrásmegjelöléseként.